# Cantón de Branne
El cantón de Branne era una división administrativa francesa, que estaba situada en el departamento de Gironda y la región de Aquitania.

## Composición
El cantón estaba formado por diecinueve comunas:
- Baron
- Branne
- Cabara
- Camiac-et-Saint-Denis
- Daignac
- Dardenac
- Espiet
- Génissac
- Grézillac
- Guillac
- Jugazan
- Lugaignac
- Moulon
- Naujan-et-Postiac
- Nérigean
- Saint-Aubin-de-Branne
- Saint-Germain-du-Puch
- Saint-Quentin-de-Baron
- Tizac-de-Curton

## Supresión del cantón de Branne
En aplicación del Decreto nº 2014-192 de 20 de febrero de 2014, el cantón de Branne fue suprimido el 22 de marzo de 2015 y sus 19 comunas pasaron a formar parte del nuevo cantón de Las Colinas de Dordoña.